# Bernard Pruski
Bernard Pruski (ur. 13 listopada 1929 w Strzyżnie, zm. 30 stycznia 2018) – polski kolarz szosowy i przełajowy, trener kolarski.
Z kolarstwem zetknął się w 1948, jako uczestnik wyścigu dla początkujących – pierwszej imprezie tego typu po wojnie w Stargardzie. W 1949 młodym kolarzem zainteresował się trener Józef Tropaczyński. W roku 1953 Pruski trafił do kadry narodowej.
W 1956 wyjechał po raz pierwszy na zawody za granicę, zaś w 1957 startując jako debiutant w drużynie narodowej w Wyścigu Pokoju zajął w nim piąte miejsce w klasyfikacji indywidualnej i był najlepszy z Polaków. W tym samym roku startował w Wyścigu Dookoła Jugosławii zajmując 5. miejsce i Przełajowych Mistrzostwach Polski zajmując 3. miejsce.
W roku 1958 zajął 7. miejsce w Wyścigu Dookoła Dolnej Austrii, a w roku 1959 zdobył Mistrzostwo Polski w Wyścigu Drużynowym na 100 km jadąc w reprezentacji LZS. W 1959 po raz drugi uczestniczył w Wyścigu Pokoju zajmując 29. miejsce. Wygrał wyścig Dookoła Warmii i Mazur, a w 1960 był członkiem zespołu LZS, zdobywającego mistrzostwo Polski.
W latach 60. zajął się szkoleniem stargardzkich kolarzy. W latach 70. został trenerem reprezentacji narodowej Austrii, uczestnicząc z nią w igrzyskach olimpijskich w Monachium i w Wyścigu Pokoju.
Po zakończeniu kariery trenerskiej w Austrii wrócił do kraju i został trenerem-koordynatorem w klubie Gryf Szczecin, a w 1979 zawodników klubu LKS Pomorze Stargard. W latach 2011–2013 członek rady nadzorczej ZUM Stargard (d. Bumar).
Za osiągnięcia sportowe Bernard Pruski otrzymał tytuł Zasłużonego Mistrza Sportu.
Pochowany na Starym Cmentarzu Komunalnym w Stargardzie.